# Roy Jay Glauber
Roy Jay Glauber (Nueva York, 1 de septiembre de 1925-Newton, 26 de diciembre de 2018) fue un físico estadounidense. Fue galardonado junto con John L. Hall y Theodor W. Hänsch con el Premio Nobel de Física del año 2005 por su contribución a la teoría cuántica de coherencia óptica.

## Biografía
En sus resultados, publicados en 1963, Roy Glauber estableció las bases de la óptica cuántica mostrando que la teoría cuántica rige el campo de la óptica. Pudo explicar las diferencias fundamentales entre fuentes cálidas de luz, como las bombillas eléctricas con una mezcla de frecuencias y fases, y los láseres que dan una frecuencia y fase concretas. 
Con doce años ya había fabricado su propio telescopio, que aún conservaba, y un aparato que polarizaba la luz. Por algo relacionado con aquello, la teoría sobre cómo contar fotones, recibió el Nobel casi 70 años después.
Tras estudiar en la Bronx High School of Science, Glauber se doctoró en la Universidad Harvard. Allí se saltó los cursos elementales para estudiar los más avanzados, hasta que se interrumpieron por la Segunda Guerra Mundial. Entonces trabajó en el proyecto Manhattan, siendo uno de los miembros más jóvenes de aquel grupo, ya que apenas tenía 18 años. Fue elegido gracias a su gran nivel de matemáticas y física. Se encargó de cálculos sobre la difusión y multiplicación de los neutrones en una reacción en cadena. Allí tenía un equipo a su disposición que le ayudaba con los cálculos más simples. Tras la guerra continuó estudiando en Harvard.
Sus últimas investigaciones fueron estudiar, junto con Maciej Lewenstein, los átomos ultrafríos, un estado de la materia gobernado por una matemática muy extraña en la que aparecen cantidades cuyo cuadrado es cero. 
Participó durante varios años en la ceremonia de entrega de los premios Ig Nobel. En ellas Glauber fue el 'Guardián de la fregona', encargado de barrer los aviones de papel que tradicionalmente se lanzan durante el acto.